# Lijst van nummer 1-hits in de UK Singles Chart in 1956
Deze hits stonden in 1956 op nummer 1 in de UK Singles Chart:
| Datum        | Artiest                   | Titel                                      |
| ------------ | ------------------------- | ------------------------------------------ |
| 7 januari    | Bill Haley & His Comets   | Rock around the clock                      |
| 14 januari   | Bill Haley & His Comets   | Rock around the clock                      |
| 21 januari   | Tennessee Ernie Ford      | Sixteen tons                               |
| 28 januari   | Tennessee Ernie Ford      | Sixteen tons                               |
| 4 februari   | Tennessee Ernie Ford      | Sixteen tons                               |
| 11 februari  | Tennessee Ernie Ford      | Sixteen tons                               |
| 18 februari  | Dean Martin               | Memories are made of this                  |
| 25 februari  | Dean Martin               | Memories are made of this                  |
| 3 maart      | Dean Martin               | Memories are made of this                  |
| 10 maart     | Dean Martin               | Memories are made of this                  |
| 17 maart     | Dreamweavers              | It's almost tomorrow                       |
| 24 maart     | Dreamweavers              | It's almost tomorrow                       |
| 31 maart     | Kay Starr                 | Rock and roll waltz                        |
| 7 april      | Dreamweavers              | It's almost tomorrow                       |
| 14 april     | Winifred Atwell           | The poor people of Paris                   |
| 21 april     | Winifred Atwell           | The poor people of Paris                   |
| 28 april     | Winifred Atwell           | The poor people of Paris                   |
| 5 mei        | Ronnie Hilton             | No other love                              |
| 12 mei       | Ronnie Hilton             | No other love                              |
| 19 mei       | Ronnie Hilton             | No other love                              |
| 26 mei       | Ronnie Hilton             | No other love                              |
| 2 juni       | Ronnie Hilton             | No other love                              |
| 9 juni       | Ronnie Hilton             | No other love                              |
| 16 juni      | Pat Boone                 | I'll be home                               |
| 23 juni      | Pat Boone                 | I'll be home                               |
| 30 juni      | Pat Boone                 | I'll be home                               |
| 7 juli       | Pat Boone                 | I'll be home                               |
| 14 juli      | Pat Boone                 | I'll be home                               |
| 21 juli      | Teenagers & Frankie Lymon | Why do fools fall in love                  |
| 28 juli      | Teenagers & Frankie Lymon | Why do fools fall in love                  |
| 4 augustus   | Teenagers & Frankie Lymon | Why do fools fall in love                  |
| 11 augustus  | Doris Day                 | Whatever will be, will be (Que sera, sera) |
| 18 augustus  | Doris Day                 | Whatever will be, will be (Que sera, sera) |
| 25 augustus  | Doris Day                 | Whatever will be, will be (Que sera, sera) |
| 1 september  | Doris Day                 | Whatever will be, will be (Que sera, sera) |
| 8 september  | Doris Day                 | Whatever will be, will be (Que sera, sera) |
| 15 september | Doris Day                 | Whatever will be, will be (Que sera, sera) |
| 22 september | Anne Shelton              | Lay down your arms                         |
| 29 september | Anne Shelton              | Lay down your arms                         |
| 6 oktober    | Anne Shelton              | Lay down your arms                         |
| 13 oktober   | Anne Shelton              | Lay down your arms                         |
| 20 oktober   | Frankie Laine             | A woman in love                            |
| 27 oktober   | Frankie Laine             | A woman in love                            |
| 3 november   | Frankie Laine             | A woman in love                            |
| 10 november  | Frankie Laine             | A woman in love                            |
| 17 november  | Johnnie Ray               | Just walking in the rain                   |
| 24 november  | Johnnie Ray               | Just walking in the rain                   |
| 1 december   | Johnnie Ray               | Just walking in the rain                   |
| 8 december   | Johnnie Ray               | Just walking in the rain                   |
| 15 december  | Johnnie Ray               | Just walking in the rain                   |
| 22 december  | Johnnie Ray               | Just walking in the rain                   |
| 29 december  | Johnnie Ray               | Just walking in the rain                   |

1952 ·
1953 ·
1954 ·
1955 ·
1956 ·
1957 ·
1958 ·
1959 ·
1960 ·
1961 ·
1962 ·
1963 ·
1964 ·
1965 ·
1966 ·
1967 ·
1968 ·
1969 ·
1970 ·
1971 ·
1972 ·
1973 ·
1974 ·
1975 ·
1976 ·
1977 ·
1978 ·
1979 ·
1980 ·
1981 ·
1982 ·
1983 ·
1984 ·
1985 ·
1986 ·
1987 ·
1988 ·
1989 ·
1990 ·
1991 ·
1992 ·
1993 ·
1994 ·
1995 ·
1996 ·
1997 ·
1998 ·
1999 ·
2000 ·
2001 ·
2002 ·
2003 ·
2004 ·
2005 ·
2006 ·
2007 ·
2008 ·
2009 ·
2010 ·
2011 ·
2012 ·
2013 ·
2014 ·
2015 ·
2016 ·
2017 ·
2018 ·
2019 ·
2020 ·
2021
- Verenigd Koninkrijk
- Verenigde Staten (Best Sellers)